# 芳澤勝弘
芳澤 勝弘（よしざわ かつひろ、1945年 - ）は、禅文化研究者。
長野県生まれ。同志社大学卒業。財団法人禅文化研究所主幹を経て、花園大学国際禅学研究所教授、2014年退任、同研究所客員研究所員（顧問）。駿河白隠塾塾長。国内外で白隠フォーラムを開催しているほか、2012-2013年には「白隠展HAKUIN禅画に込めたメッセージ」（Bunkamuraザ・ミュージアム）を監修。

## 著書
- 『白隠 禅画の世界』中公新書　2005／角川ソフィア文庫 2016
- 『白隠禅師の不思議な世界』ウェッジ 2008
- 『白隠禅画をよむ 面白うてやがて身にしむその深さ』ウェッジ 2012
- 『「瓢鮎図」の謎 国宝再読ひょうたんなまずをめぐって』ウェッジ 2012
- 『白隠禅画の教え 日めくり』東京美術 2016
- 『一休宗純『狂雲集』再考』春秋社 2023

### 編・訳注
- 桂洲道倫・湛堂令椿・大蔵院主撰『諸録俗語解』編注 禅文化研究所 1999
- 『白隠禅師法語全集』全15冊 訳注 禅文化研究所 1999-2002
- 『江湖風月集訳注』編注 禅文化研究所 2003
- 『通玄和尚語録 訓注』神野恭行共編注 大雄山善應寺 2004-2005
- 江月宗玩『欠伸稿訳注』編著 思文閣出版 2009-2010
- 悟渓宗頓『虎穴録 訳注』編著 思文閣出版 2009
- 『荊叢毒蘂 白隠和尚』訳註 禅文化研究所 2015
- 『雪叟紹立 雪叟詩集訓注 三州太平寺藏』編著 思文閣出版 2015
- 『新編 白隱禅師年譜』編著 禅文化研究所 2016
- 『東陽英朝 少林無孔笛訳注 一・二・三』編著 思文閣出版 2017-2020
- 『江月宗玩欠伸稿訳注　画賛篇』編著 思文閣出版 2018
- 『若冲画賛　賛を読んで知る若冲画の秘密』門脇むつみ共編、朝日新聞出版 2024

## 論文
- 芳澤勝弘